# Duff McKagan
Duff McKagan, eg. Michael Andrew McKagan, född 5 februari 1964 i Seattle, Washington, är en amerikansk musiker, känd som basist i rockgrupperna Guns N' Roses, Velvet Revolver, Duff McKagan's Loaded och Jane's Addiction.
Duff McKagan var basist i Guns N' Roses mellan 1985 och 1997, samt är åter deras basist sedan återföreningen 2016. Innan dess spelade han trummor. McKagan stod för de mer punkinspirerade inslagen i gruppens musik[källa behövs]. Han skrev tillsammans med Slash låten "Paradise City", som är en av Guns N' Roses mest kända låtar. 2002 startade McKagan bandet Velvet Revolver tillsammans med tidigare Guns N' Roses-medlemmarna Slash och Matt Sorum samt Stone Temple Pilots-sångaren Scott Weiland och Dave Kushner, tidigare i Wasted Youth och Loaded. 
Mellan sin tid i Guns N' Roses och Velvet Revolver spelade han in soloalbumet Believe In Me (1993), där bland andra Alice Cooper och Sebastian Bach medverkade. McKagan anser själv[källa behövs] att det är ett väldigt personligt album med närgångna texter. En uppföljare, kallad Beautiful Disease, spelades in men gavs aldrig ut på grund av strul med skivbolaget. 1996 gjorde han även ett album med bandet Neurotic Outsiders som förutom Duff bestod av ex-Guns N' Roses-medlemmen Matt Sorum på trummor, gitarristen Steve Jones från Sex Pistols och basisten John Taylor från Duran Duran.
Duff har även släppt soloalbumen Tenderness (2019) och Lighthouse (2023). Han medverkar även på albumen Sick(2009) och The Taking(2011) med Duff McKagan’s Loaded samt albumet 1982 (2021) med The Living.
1994 var Duff nära att dö när hans bukspottkörtel brast. Läkarna trodde att det berodde på hans alkohol- och drogmissbruk och sade att han måste sluta. Sedan dess är Duff nykter. Han är sedan 1999 gift med Susan Holmes och tillsammans har de två döttrar: Grace född 1997 och Mae Marie född 2000.